# Dąbie (powiat krasnostawski)
Dąbie – wieś w Polsce położona w województwie lubelskim, w powiecie krasnostawskim, w gminie Żółkiewka.
Wieś szlachecka położona była w drugiej połowie XVI wieku w powiecie lubelskim województwa lubelskiego. W latach 1975–1998 miejscowość należała administracyjnie do województwa zamojskiego.
Wieś stanowi sołectwo gminy Żółkiewka. Według Narodowego Spisu Powszechnego (III 2011 r.) wieś liczyła 269 mieszkańców. 
Wierni Kościoła rzymskokatolickiego należą do parafii św. Stanisława w Sobieskiej Woli.

## Historia
Według Słownika geograficznego Królestwa Polskiego z roku 1880, Dąbie wieś nad rzeką Giełczew, powiat krasnostawski, gmina i parafia Żółkiewka posiada staw i młyn na rzece Giełczwi.
W 1827 r, było tu 35 domów 183 mieszkańców (Zinberg mylnie podaje dane Dąbia pod nazwą Dębe).
Dobra Dąbie składają się z folwarku i wsi Dąbie położone w odległości od Lublina wiorst 28, od Krasnegostawu wiorst 21, od Żółkiewki wiorst 7. Do traktu bitego wiorst 21, od Wieprza wiorst 14. Rozległość gruntów wynosi około 1170 mórg, a w tym grunta orne i ogrody mórg 700, łąk mórg 17, lasu mórg 160, pastwiska i zarośli mórg 140, nieużytki i place zajmują resztę obszaru.
Wieś Dąbie posiadała około roku 1880 osad 37 z gruntem 1144 mórg.